# Ли Гын Хо
Ли Гын Хо (кор. 이근호; 11 апреля 1985, Инчхон) — южнокорейский футболист, фланговый полузащитник и нападающий. Выступал за сборную Республики Корея.

## Клубная карьера
В профессиональном футболе дебютировал в 2004 году, выступая за команду «Инчхон Юнайтед», в которой провёл два сезона, приняв участие лишь в двух матчах чемпионата.
Впоследствии с 2007 по 2010 год играл в составе клубов «Тэгу» и «Джубило Ивата».
Своей игрой за последнюю команду привлёк внимание представителей тренерского штаба клуба «Гамба Осака», в состав которого присоединился в 2010 году. Сыграл за команду из Осаки следующие два сезона своей игровой карьеры. Большую часть времени, проведённого в составе «Гамба», был основным игроком команды. В составе «Гамба» был одним из главных бомбардиров команды, имея среднюю результативность на уровне 0,37 гола за игру первенства.
В течение 2012/13 сезона защищал цвета команды «Ульсан Хёндэ». С новым клубом он выиграл Лигу чемпионов АФК, стал лучшим игроком турнира и получил награду Футболист года в Азии.
В состав клуба «Санджу Санму» присоединился в 2013 году на условиях аренды.
В преддверии Матча всех звёзд К-лиги 2014 года, запланированного на 25 июля, Ли снялся в тизере, в котором он ехал из Санджу в Сеул на тракторе. Санджу — город, где важную роль играет сельское хозяйство и аграрная продукция.
После увольнения из армии 16 сентября он перешёл в клуб «Аль-Джаиш» из чемпионата Катара. В июле 2015 года он был отдан в аренду в «Чонбук Хёндэ Моторс» на шесть месяцев, принял участие в 15 матчах чемпионата и забил четыре гола. В январе 2016 года контракт с «Аль-Джаиш» был расторгнут по обоюдному согласию.
В марте 2016 года он присоединился к «Чеджу Юнайтед». В декабре он подписал трёхлетний контракт с «Канвоном». В том же году Ли начал активно занимаеться волонтёрской деятельностью. В сезоне 2017 года он был одним из лидеров атаки «Канвона», забив восемь голов и отдав девять передач в 37 матчах. 20 июня 2018 года он вернулся в «Ульсан Хёндэ» спустя шесть лет. В преддверии сезона 2019 года он был назначен капитаном «Ульсана». Перед началом сезона 2021 года он отправился в аренду в «Тэгу», вернувшись в клуб через 13 лет. Он перешёл на постоянной основе в «Тэгу» перед сезоном 2022 года. Срок действия договора составлял один год. Он объявил о своём уходе из спорта 16 октября 2023 года, перед окончанием сезона.

## Выступления за сборные
В течение 2003—2005 годов привлекался в состав молодёжных сборных Южной Кореи. На молодёжном уровне сыграл в 25 официальных матчах, забил 5 голов.
29 июня 2007 года Ли дебютировал в составе национальной сборной Южной Кореи в товарищеском матче против Ирака, к тому же забил гол с передачи Ли Чхон Су. В составе сборной был участником Кубка Азии 2007 года, на котором команда завоевала бронзовые награды, выиграв в серии пенальти матч за третье место у Японии (6:5). 15 октября 2008 года в матче квалификации к чемпионату мира 2010 против ОАЭ он оформил дубль, Корея выиграла со счётом 4:1.
Ли был включён в заявку сборной на Чемпионат мира по футболу 2014 в Бразилии. 17 июня Ли вышел вместо Пак Чу Ёна на 52-й минуте матча с Россией и забил свой первый в карьере гол на чемпионате мира. После удара Ли из-за пределов штрафной вратарь россиян Игорь Акинфеев не смог перевести мяч на угловой.
Из-за травмы не поехал на Чемпионат мира по футболу 2018.